# 陳昭安 (棒球運動員)
陳昭安（英語：Chen Chao-an，1966年10月1日—），台灣棒球教練，曾是學生男子棒球員，1979年作為朴子少棒隊的主力投手，參加世界少棒大賽，並於對義大利隊的比賽中投出6局奪18次三振的完全比賽。2017年美國職業棒球大聯盟評點威廉波特專文中陳昭安獲選該賽事歷史上十大最佳球員。

## 生平
陳昭安小學時是嘉義市崇文國小少棒隊員。1979年，崇文隊爭取代表嘉義縣出賽南區選拔賽的三場比賽以3－2、15－0及7－0敗給朴子旋風隊，最後兩隊於該屆南區少棒賽共同組成嘉義縣少年棒球代表隊，並以朴子少棒隊為名，陳昭安與隊友洪忠和一起入選了聯隊。聯隊成軍後，先是於南區選拔賽贏得冠軍，得以闖進全國大賽，接著又從全國大賽脫穎而出，取得中華隊代表權並參加台北舉辦的遠東區少棒賽，朴子隊在遠東區少棒賽六戰全勝，晉級世界少棒大賽，此外他在對陣日本隊的比賽裡，繳出了百分之百的打擊率，並有一支全壘打，系列賽平均打擊率也達到五成以上。同年8月，世界少棒大賽開幕後，他在對義大利隊的比賽，擔任先發投手，以總共77球締造主投6局拿下18次三振的完全比賽，助中華隊18－0勝利，而且打破了1955年時美國麻塞諸塞州隊的弗蘭齊及1957年美國密西根州隊的戴拉斯所創下的6局17次三振的紀錄，後續陳昭安還在冠軍戰對陣美西隊時，於第五局下半打出一支全壘打，令中華隊得以1－1戰平，賽末以2－1勝出，贏得世界冠軍。
歸國後，陳昭安在世界少棒大賽表現優異，獲頒「中華瑰寶」的金牌，也獲民生報及聯合報評選為1979年十大傑出運動員之一。時任中華民國總統蔣經國接見時，稱讚說「你的功勞最大」。
之後陳昭安由於父親不支持他打棒球，一度放棄了棒球，母親則安排他轉學至民生國中，並轉參加手球隊及田徑隊，經過原學校一學期的遊說，才轉回原校，重新回到棒球場。接著陳昭安被其他學校挖腳，先後轉到華興中學及五福國中。國中畢業後，就讀於三信高商，升上高中一年級的陳昭安年齡尚能參加世界青少棒大賽，便代表五福國中參加南區選拔賽，雖然無法助五福進軍全國選拔賽，但隨後又被美和中學找去參加全國賽，並再次獲得全國及遠東區冠軍，最終也奪下了1982年世界青少棒大賽第三名。賽後回到三信高商遭遇了球隊缺乏經費面臨解散，不久後轉學至新民工商。
高中畢業後，陳昭安的父親經商失敗，母親患病，陳昭安必須打工養家，放棄了入讀臺灣省立體育專科學校的機會，也失去了現役選手的資格。當他入伍服義務役時，無法取得於軍中球隊打球的資格。退伍後，陳昭安通過中華職業棒球聯盟所屬俊國熊隊的測試，因此隨隊訓練，惟考量到手臂傷勢，也顧及家庭經濟因素，無法接受不支薪而放棄，之後曾在彰化擔任一陣子的國小棒球教練，亦感到不適合教職而離去。
此後，陳昭安當過業務、工廠作業員，賣過運動用品、肉圓，也有再擔任棒球教練，包括受台灣棒球名帥暨台灣幼兒棒球聯盟理事長謝長亨邀請，創立了台中小金龍幼棒隊，推廣幼兒棒球。

## 紀錄認證
2006年，陳昭安以完全三振加完全比賽向金氏世界紀錄基金會申請認證，後來基金會回覆該紀錄是無法被打破，可是金氏世界紀錄所收錄的是可能被改寫的紀錄，因此未能得到認證。台灣球迷、網友則認為該項紀錄可通過以更少球數投出完全三振、完全比賽來超越。
2017年，美國職業棒球大聯盟評點威廉波特專文中獲選為威廉波特歷史上十大最佳球員。